# Anthophila flavimaculata
Anthophila flavimaculata is een vlinder uit de familie glittermotten (Choreutidae). De wetenschappelijke naam van deze soort is voor het eerst geldig gepubliceerd in 1891 door Walsingham.
De soort komt voor in tropisch Afrika.